# Wicquinghem
Wicquinghem és un municipi francès situat al departament del Pas de Calais i a la regió dels Alts de França. L'any 2007 tenia 183 habitants.

## Demografia

### Població
El 2007 la població de fet de Wicquinghem era de 183 persones. Hi havia 72 famílies de les quals 20 eren unipersonals (8 homes vivint sols i 12 dones vivint soles), 32 parelles sense fills, 16 parelles amb fills i 4 famílies monoparentals amb fills.
La població ha evolucionat segons el següent gràfic:
Habitants censats

### Habitatges
El 2007 hi havia 102 habitatges, 78 eren l'habitatge principal de la família, 14 eren segones residències i 10 estaven desocupats. Tots els 100 habitatges eren cases. Dels 78 habitatges principals, 69 estaven ocupats pels seus propietaris i 9 estaven llogats i ocupats pels llogaters; 1 tenia dues cambres, 13 en tenien tres, 26 en tenien quatre i 38 en tenien cinc o més. 49 habitatges disposaven pel capbaix d'una plaça de pàrquing. A 35 habitatges hi havia un automòbil i a 35 n'hi havia dos o més.

### Piràmide de població
La piràmide de població per edats i sexe el 2009 era:
| Homes | Edats   | Dones |
| ----- | ------- | ----- |
| 0     | 95 o +  | 0     |
| 0     | 90 a 94 | 4     |
| 0     | 85 a 89 | 4     |
| 0     | 80 a 84 | 0     |
| 4     | 75 a 79 | 8     |
| 20    | 70 a 74 | 8     |
| 4     | 65 a 69 | 12    |
| 0     | 60 a 64 | 4     |
| 16    | 55 a 59 | 8     |
| 8     | 50 a 54 | 8     |
| 4     | 45 a 49 | 4     |
| 4     | 40 a 44 | 4     |
| 0     | 35 a 39 | 0     |
| 4     | 30 a 34 | 0     |
| 4     | 25 a 29 | 0     |
| 8     | 20 a 24 | 4     |
| 8     | 15 a 19 | 4     |
| 4     | 10 a 14 | 8     |
| 0     | 5 a 9   | 0     |
| 0     | 0 a 4   | 0     |

## Economia
El 2007 la població en edat de treballar era de 113 persones, 79 eren actives i 34 eren inactives. De les 79 persones actives 72 estaven ocupades (43 homes i 29 dones) i 7 estaven aturades (2 homes i 5 dones). De les 34 persones inactives 15 estaven jubilades, 10 estaven estudiant i 9 estaven classificades com a «altres inactius».

### Ingressos
El 2009 a Wicquinghem hi havia 86 unitats fiscals que integraven 214,5 persones, la mediana anual d'ingressos fiscals per persona era de 13.902 €.

### Activitats econòmiques
Dels 3 establiments que hi havia el 2007, 1 era d'una empresa de comerç i reparació d'automòbils, 1 d'una empresa d'hostatgeria i restauració i 1 d'una empresa classificada com a «altres activitats de serveis».
Dels 2 establiments de servei als particulars que hi havia el 2009, 1 era un taller de reparació d'automòbils i de material agrícola i 1 perruqueria.
L'any 2000 a Wicquinghem hi havia 14 explotacions agrícoles.

## Equipaments sanitaris i escolars
El 2009 hi havia una escola elemental integrada dins d'un grup escolar amb les comunes properes formant una escola dispersa.

## Poblacions més properes
El següent diagrama mostra les poblacions més properes.